# W lesie dziś nie zaśnie nikt
W lesie dziś nie zaśnie nikt – polski horror z 2020 roku w reżyserii Bartosza M. Kowalskiego. Jest to jeden z pierwszych polskich slasherów.
Premiera kinowa filmu była zaplanowana na 13 marca, jednak z powodu zamknięcia kin związanej z epidemią SARS-CoV-2 została ona przełożona na 20 marca 2020 roku. Miała ona miejsce w serwisie Netflix. Film jednak trafił do kin 6 czerwca 2020.

## Fabuła
Grupa nastolatków uzależnionych od technologii wyrusza na obóz offline. Wędrówka po lasach bez dostępu do telefonów komórkowych przybiera nieoczekiwany zwrot akcji. Nastolatkowie muszą walczyć o własne życie z czymś, czego nie spotkali w najciemniejszych odmętach internetu. W obliczu śmierci mierzą się z paraliżującym strachem i obrzydzeniem, pozostając jednocześnie w pułapce bez wyjścia. Sprawdzą własne umiejętności walki o przetrwanie, doświadczając prawdziwych przyjaźni i pierwszych miłości. Siła ich determinacji decyduje, czy wyjdą z tego cali i zdrowi.

## Obsada
| Aktor                   | Rola                     |
| ----------------------- | ------------------------ |
| Julia Wieniawa          | Zosia Wolska             |
| Michał Lupa             | Julek Rosiejka           |
| Wiktoria Gąsiewska      | Aniela Turek             |
| Stanisław Cywka         | Bartek Sokołowski        |
| Mirosław Zbrojewicz     | listonosz – smolarz      |
| Gabriela Muskała        | Izabela, opiekunka grupy |
| Sebastian Dela          | Daniel Czajka            |
| Olaf Lubaszenko         | policjant                |
| Izabela Dąbrowska       | prostytutka Janeczka     |
| Piotr Cyrwus            | ksiądz                   |
| Wojciech Mecwaldowski   | kierownik obozu          |
| Michał Zbroja           | zabójca                  |
| Bartłomiej Kotschedoff  | opiekun na obozie        |
| Małgorzata Szczerbowska | matka bliźniaków         |
| Agnieszka Czekańska     | matka Zosi               |
| Jarosław Golec          | ojciec Zosi              |
| Robert Wabich           | Mariusz                  |
| Sebastian Stankiewicz   | brat Mariusza            |
| Bartłomiej Firlet       | pomocnik opiekuna obozu  |

## Opinie
Wśród opinii na temat filmu dominowały głosy pozytywne. Ocena W lesie dziś nie zaśnie nikt w serwisie Mediakrytyk.pl, agregującym recenzje polskich krytyków, pod koniec marca 2020 wynosiła 6,1/10. W omówieniu dla Telemagazynu Krzysztof Połaski uznał projekt za „kawał dobrej roboty i dowód na to, że jeżeli za kamerą stanie twórca, który ma plan i wizję, to prawidłowe wykonanie pracy jest tylko formalnością”. Albert Nowicki (His Name is Death) porównał film do Piątku, trzynastego, dodając: „Kowalski nie realizuje w swoim filmie żadnej wysokoartystycznej wizji, ale W lesie dziś nie zaśnie nikt to i tak dla polskiego kina projekt absolutnie bezprecedensowy. Przez lata nie mieliśmy szczęścia do horrorów i twórca Placu zabaw postanowił tę klątwę odczarować”.

## Sequel
Pod koniec marca 2021 roku na konferencji z udziałem dziennikarzy rzecznik Netfliksa ujawnił, że ruszyły prace nad sequelem W lesie dziś nie zaśnie nikt. Ogłoszono też, że w obsadzie filmu, poza Wieniawą i Mecwaldowskim, pojawią się między innymi Andrzej Grabowski i Mateusz Więcławek. Na reżysera ponownie wytypowano Bartosza Kowalskiego.

## Nagrody i wyróżnienia
| Rok  | Nagroda     | Kategoria                          | Tytułem                      | Rezultat           | Przypis |
| ---- | ----------- | ---------------------------------- | ---------------------------- | ------------------ | ------- |
| 2021 | HNiD Awards | Najlepsza ścieżka dźwiękowa        | Radzimir Dębski              | Wygrana            | [ 6 ]   |
| 2021 | HNiD Awards | Najlepszy film nieanglojęzyczny    | W lesie dziś nie zaśnie nikt | Wygrana (III m-ce) | [ 6 ]   |
| 2021 | HNiD Awards | Najlepszy film wydany w obiegu VOD | W lesie dziś nie zaśnie nikt | Wygrana (III m-ce) | [ 6 ]   |
| 2021 | HNiD Awards | Najlepsza scream queen             | Julia Wieniawa               | Wygrana (II m-ce)  | [ 6 ]   |
| 2021 | HNiD Awards | Najlepszy niedoceniony film        | W lesie dziś nie zaśnie nikt | Wygrana (II m-ce)  | [ 6 ]   |